# Manuel Gourlade
Manuel Gourlade est un entraîneur portugais né le 30 décembre 1879 à Lisbonne et mort le 1er février 1944 à Lisbonne. Il est l'un des fondateurs du Benfica Lisbonne et le tout premier entraîneur du club.

## Carrière
- 1906-1908 :  Sport Clube Benfica